# Ингл, Софи
Софи Ингл (англ. Sophie Ingle; род. 2 сентября 1991, Лландо, Вейл-оф-Гламорган) — валлийская футболистка, выступающая за английский «Челси», национальную сборную Уэльса и олимпийскую сборную Великобритании.
В 2020 году её гол в ворота «Арсенала», забитый в рамках матча женского чемпионата Англии, был номинирован ФИФА на премию Пушкаша.